# Машинска техничка школа „14. октобар” Краљево
Машинска техничка школа „14. октобар“ је средња школа која се налази у Краљеву и функционише у оквиру образовног система Републике Србије.